# Гунгенрот
Гунгенрот (нім. Hungenroth) — громада в Німеччині, розташована в землі Рейнланд-Пфальц. Входить до складу району Рейн-Гунсрюк. Складова частина об'єднання громад Еммельсгаузен.
Площа — 6,00 км2. Населення становить 256 ос. (станом на 31 грудня 2020).